# René de Labarrière
René de Labarrière (Carcassonne, 28 de janeiro de 1899 – Afula, 6 de julho de 1948) foi um oficial do exército francês e o primeiro soldado da Organização das Nações Unidas (ONU) a morrer em missão. Ele atuava como observador militar na Missão de Supervisão da Trégua das Nações Unidas (UNTSO), na Palestina, criada em 1948 para monitorar o cessar-fogo após o fim do Mandato Britânico.

## Biografia
René de Labarrière nasceu em Carcassonne, França, em 1899. Filho de militar, formou-se na Escola Militar de Saint-Cyr e serviu em várias colônias francesas, incluindo Argélia, Síria e Líbano. Durante a Segunda Guerra Mundial, comandou uma companhia de fuzileiros, foi capturado pelos alemães e libertado em 1945. Considerado o primeiro soldado da ONU morto na Primeira Missão das Nações Unidas (ONU).

### Voluntariado na ONU
Ele foi voluntário aos 18 anos, durante a Primeira Guerra Mundial. Seguindo os oficiais do exército da escola de Saint-Cyr, passou a dedicar-se a sua carreira de militar, principalmente na Argélia, Líbano e Síria, que na época estavam sob controle francês. Em 1939, no início da Segunda Guerra Mundial, voltou para a França como comandante de uma companhia de fuzileiros. Após ser ferido em conflito, ele foi feito prisioneiro pelos alemães, sendo solto apenas em 1945. Em junho de 1948, foi designado para a Primeira Missão da ONU. Ele foi enviado junto a 60 outros soldados de várias nacionalidades como observador militar no UNTSO, organização das Nações Unidas encarregada da supervisão de trégua no conflito entre judeus e árabes na Palestina. Foi morto em 6 de julho em condições precárias (uma granada ou mina antipessoal), provavelmente devido a um mal-entendido, ao atravessar uma barricada de forças judaicas em um vilarejo perto de Nazaré.

## Missão da ONU e morte
Em junho de 1948, foi enviado à Palestina como parte da primeira missão de manutenção da paz da ONU, a UNTSO. Em 6 de julho de 1948, ao atravessar uma área de conflito próximo a Nazaré, foi atingido por uma explosão — provavelmente causada por uma mina ou granada — e morreu em um hospital de campanha em Afula. 
Sua morte marcou simbolicamente o início dos riscos enfrentados pelas missões de paz das Nações Unidas.

## Homenagens
René de Labarrière foi homenageado postumamente em 1998, quando o então Secretário-Geral da ONU, Kofi Annan, lhe concedeu a Medalha Dag Hammarskjöld, honraria dedicada aos membros das forças de paz mortos em serviço.

## Vida pessoal
Casou-se com Thamara, uma refugiada russa que fugiu da Revolução Bolchevique. O casal teve ao menos um filho, falecido em 2005. Sua neta, Marie-José de Labarrière, vive na França. Apesar de sua contribuição histórica, Thamara não recebeu pensão oficial do governo francês após a morte do marido.